# Independence (1832)
Independence – teksański szkuner, jeden z czterech szkunerów wchodzących w skład Pierwszej Marynarki Teksasu (ang. First Texas Navy) (1836–1838). W 1836 Charles Hawkins, weteran służący w marynarkach Stanów Zjednoczonych i Meksyku, odwiedził gubernatora Teksasu Henry’ego Smitha, szukając zatrudnienia w nowej Marynarce Teksasu. Smith, któremu zaimponowały referencje Hawkinsa, wysłał go do Nowego Orleanu i przydzielił mu zadanie nabycia okrętu „Ingham” ze składu United States Revenue Cutter Service dla Teksasu. Transakcja odbyła się na początku stycznia 1836 i opiewała na sumę 1710 dolarów.
Po zwycięstwie Teksasu w bitwie o San Jacinto w kwietniu 1836 „Independence” przewiózł teksańskiego prezydenta i jego jeńca, generała Santa Anna do Velasco, gdzie wynegocjowano i podpisano traktat z Velasco.
W czasie remontu w Nowym Orleanie na początku 1837 zatrudniono nowego dowódcę na miejsce zmarłego poprzednika. W czasie następnego rejsu, w kwietniu 1837, „Independence” został zaatakowany i poddał się przeważającym siłom meksykańskim. Jego oficerowie i pasażerowie zostali uwięzieni. Następnie okręt został wcielony do Marynarki Meksykańskiej, gdzie służył, walcząc z poprzednimi właścicielami.

## Służba w czasie rewolucji teksańskiej
Od stycznia do marca 1836, zanim Teksas formalnie zadeklarował swoją niezależność od Meksyku, komodor Charles Hawkins pływał w pobliżu wybrzeża Coahuila y Tejas pomiędzy Galveston i Tampico, niszcząc znaczącą liczbę małych jednostek, na których znajdowały się materiały mogące służyć do walki przeciw Teksasowi. Do 12 marca „Independence” przechodził remont w Nowym Orleanie, ale wkrótce wrócił do Matagorda, by blokować dostawy dla armii meksykańskiej. Walczył bez rozstrzygnięcia z meksykańskimi brygami „Urrea” i „Bravo”. Jednak wraz z odwrotem armii Sama Houstona po przegranej w czasie oblężenia i bitwy o Alamo oraz bitwy o Goliad Hawkins został zmuszony do przepłynięcia w górę teksańskiego wybrzeża z Matagorda do Galveston. Gdy rebeliancki rząd miał problemy w czasie Runaway Scrape, misją „Independence” było bronienie Galveston przed inwazją i blokowanie dostaw dla armii Santa Anny znajdującej się w pobliżu.
Po decydującym zwycięstwie w czasie bitwy pod San Jacinto „Independence” przewiózł teksańskiego prezydenta Davida Burneta i jego gabinet, razem ze znajdującym się teraz w niewoli Santa Anną, do Velasco, gdzie wynegocjowano i podpisano traktat z Velasco.

## Służba po traktacie

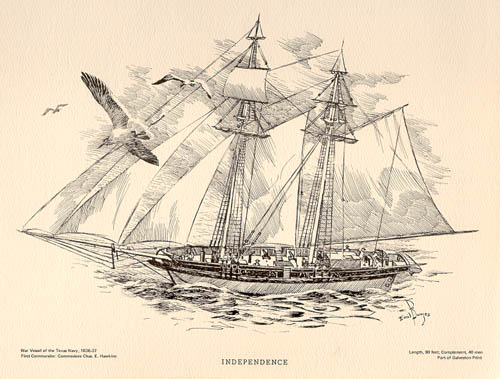
Litografia „Independence” jako okrętu flagowego Texas Navy

Jako okręt flagowy Marynarki Wojennej Teksasu „Independence” otrzymał zadanie wypełniania misji dyplomatycznych. W czerwcu 1836 szkuner zawiózł komisarzy Petera Williama Graysona i Jamesa W. Collinswortha do Nowego Orleanu w pierwszą część podróży do Waszyngtonu, gdzie mieli negocjować przyłączenie Teksasu do Stanów Zjednoczonych.
W lecie 1836 „Independence” był jedynym okrętem Marynarki Wojennej Teksasu będącym w służbie na wodach Zatoki Meksykańskiej. „Liberty” został sprzedany, by spłacić koszty remontu, a „Invicible” i „Brutus” stały w Nowym Jorku, czekając na remont. Meksykańskie autorytety odrzuciły traktat z Velasco, twierdząc, że generał Santa Anna nie miał uprawnień do podpisania umowy zatwierdzającej odłączenie Teksasu od Meksyku. Wraz z plotkami o bliskiej inwazji Teksasu przez Meksyk „Independence” prowadził służbę patrolową i eskortową w pobliżu Matamoros, portu blokowanego przez Teksańczyków.
Od maja 1836 do kwietnia 1937 jednostka nie miała dowódcy. Na jesieni 1836 szkuner wrócił na remont do Nowego Orleanu. W tym czasie komodor Hawkins zmarł na ospę. 10 kwietnia 1837 wyremontowany i dowodzony przez nowego kapitana George’a W. Wheelwrighta okręt wypłynął z Nowego Orleanu z teksańskim ministrem do spraw amerykańskich Williamem H. Whartonem na pokładzie.

## Bitwa i poddanie okrętu
W czasie następnego rejsu „Indepencedce” płynął bez przeszkód przez siedem dni, gdy 17 kwietnia w pobliżu ujścia rzeki Brazos napotkał brygi wojenne „Vencedor del Álamo” i „Libertador”. Bitwa odbyła się na oczach mieszkańców miasta Velasco, gdzie przebywał teksański sekretarz marynarki Samuel Rhoads Fisher. Obserwujący byli świadkami wymanewrowania „Independence” przez meksykańskie brygi. Nie spowodowało to strat w osprzęcie szkunera, ale jego dowódca został ranny. Dowodzenie objął Porucznik John W. Taylor i prowadził dalej bitwę do czasu, gdy lepiej uzbrojony „Libertador” zbliżył się do niego na odległość strzału pistoletowego i zajął pozycję w pobliżu rufy.
Taylor opuścił banderę poddając okręt. Oficerowie z „Independence” i Wharton zostali uwięzieni. Przetrzymywani w Matamoros z czasem wszyscy więźniowie uciekli bądź zostali zwolnieni przez rząd meksykański. „Independence” został włączony do służby w marynarce Meksyku pod nazwą „La Independencia” i służył na zatoce Meksykańskiej przeciw Teksasowi.